# Моржовец
Моржове́ц — остров в Белом море при входе в Мезенскую губу. Административно входит в состав  Койденского сельского поселения Мезенского района Архангельской области.

## География
Находится в 12 милях к северо-северо-востоку от мыса Воронов и в 38 милях к юго-западу от мыса Конушин. Площадь 110 км². На северо-западной оконечности установлен маяк и метеостанция. К востоку и юго-востоку идут мели — Моржовские кошки.
Растительность тундровая. Есть ручьи и озёра. Сложен рыхлыми песчано-глинистыми породами с прослойками ископаемых льдов. Остров имеет овальную форму.

## История острова

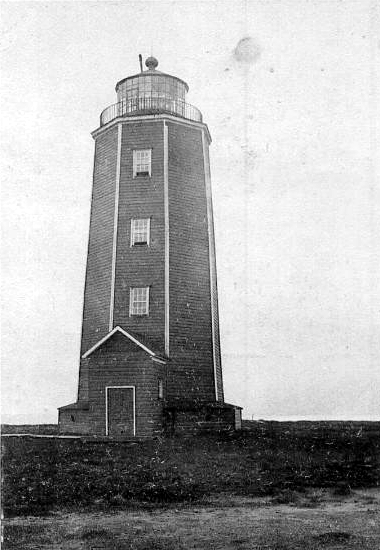
Маяк на острове Моржовец, начало XX века

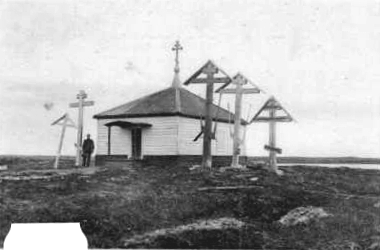
Часовня на острове Моржовец, начало XX века

С царских времён Моржовец был местом ссылки и каторги. В советское время Моржовец продолжал оставаться местом ссылки и заключения, силами заключённых была возведена вся нынешняя инфраструктура острова.
На 22 июля 1941 года на острове Моржовец находилась артбатарея № 13 Береговой обороны Беломорской военно-морской базы — четыре 180-мм орудия.
В октябре 1944 года на острове размещался 89-й отдельный артиллерийский дивизион Береговой обороны Йоканьгской Военно-морской базы.